# 球員
球員或球類運動員，是指參與球類運動的運動員。

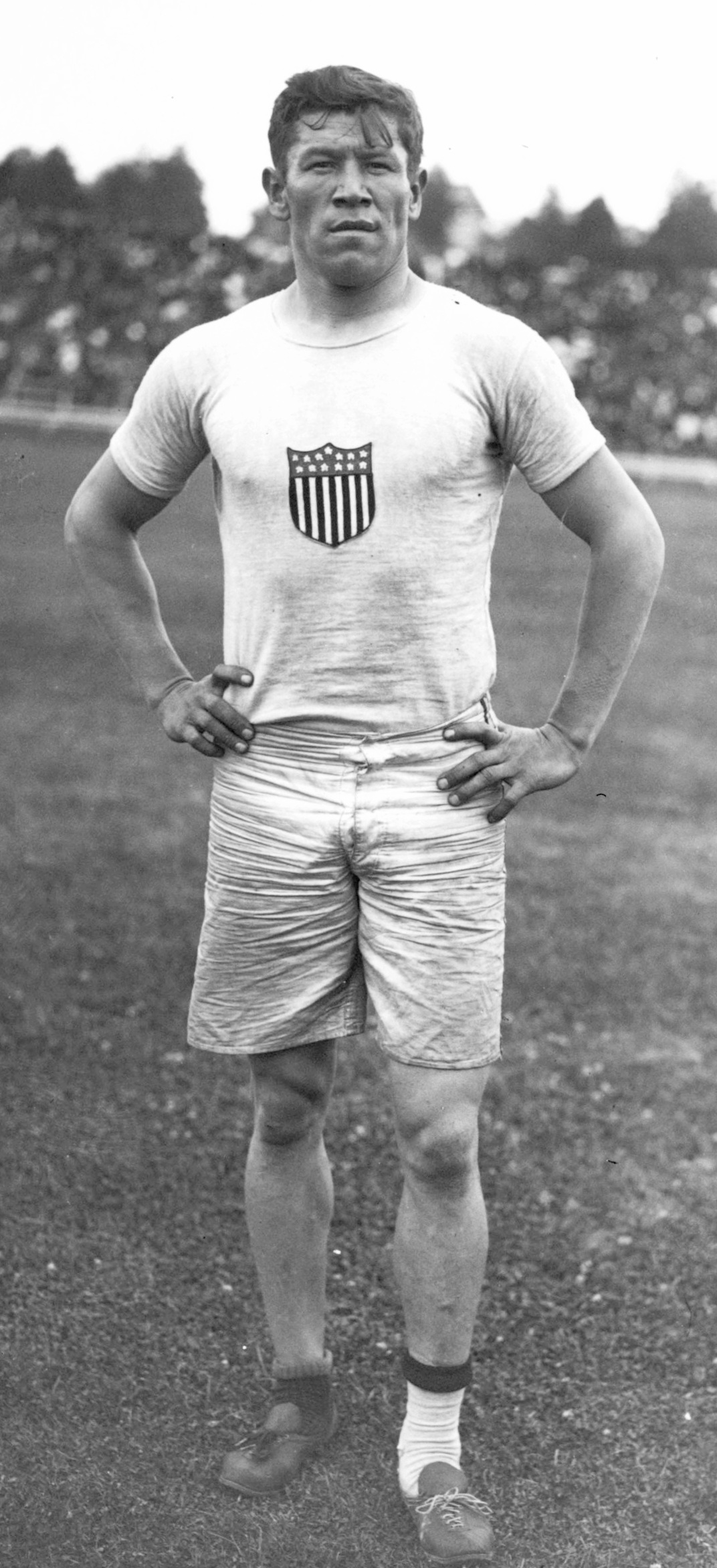
擅長足球、籃球、棒球的全能型運動員吉姆·索普

從更特定的角度來看，球類運動員指的是參與職業球類運動的選手。其中比較出名的球類運動員則被稱之為「球星」。
此處的球類可以是足球、籃球、棒球、網球、排球、羽毛球等運動。